# Dziura w Organach II

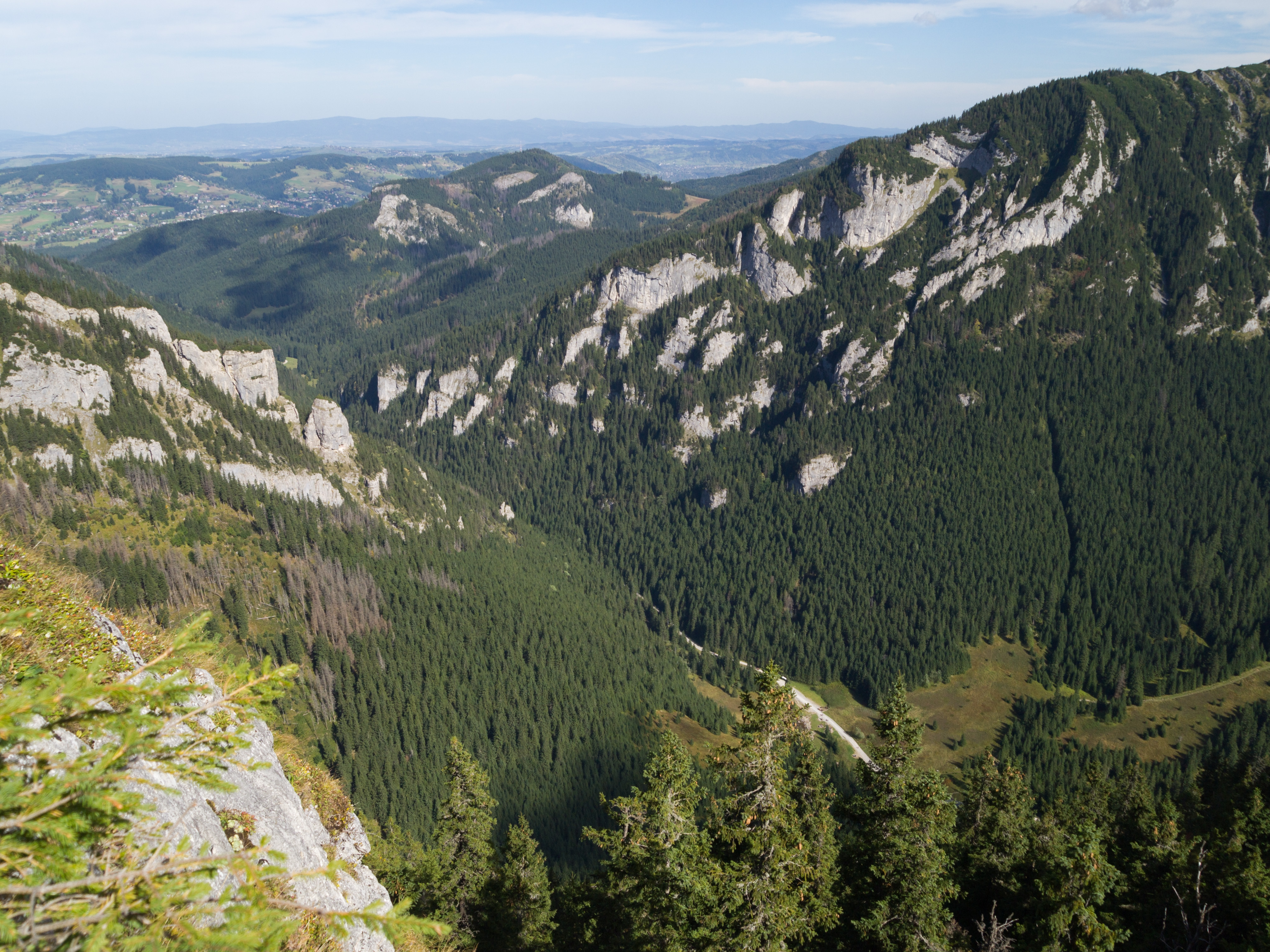
W głębi południowo-zachodnie zbocza Organów z widocznym amfiteatrem

Dziura w Organach II – jaskinia, a właściwie schronisko, w Dolinie Kościeliskiej w Tatrach Zachodnich. Wejście do niej znajduje się w południowej części Organów, w ścianie znajdującego się tam skalnego amfiteatru, w pobliżu Dziury w Organach I i Dziury w Organach IV, na wysokości 1410 metrów n.p.m. Jaskinia jest pozioma, a jej długość wynosi 5 metrów.

## Opis jaskini
Jaskinię stanowi obszerna nyża, do której prowadzi bardzo duży otwór wejściowy. Na jej końcu znajdują się małe kaskady i balkonik.

## Przyroda
W jaskini brak jest nacieków. Ściany są wilgotne.

## Historia odkryć
Jaskinia była prawdopodobnie znana od dawna. Pierwszy wzmiankę o niej opublikował J. Rudnicki w 1958 roku. Plan i opis sporządziła I. Luty przy pomocy J. Iwanickiego (seniora) w 1979 roku.